# Haut-Madawaska
Pour les articles homonymes, voir Madawaska.
Haut-Madawaska est une ville du comté de Madawaska, au nord-ouest du Nouveau-Brunswick, au Canada. Le 1er janvier 2023, le village de Lac-Baker et la communauté rurale de Haut-Madawaska sont fusionnés, pour former la ville du Haut-Madawaska. Elle comprend donc les anciens villages de Saint-Hilaire, Baker-Brook, Clair et Saint-François-de-Madawaska ainsi que les DSL de la paroisse de Saint-François, de la paroisse de Clair, de la paroisse de Baker-Brook, de la paroisse de Saint-Hilaire, de Lac-Baker et de la paroisse de Madawaska. 